# Artur Awahimian
Artur Samwełowycz Awahimian, ukr. Артур Самвелович Авагімян (ur. 16 stycznia 1997 w Mariupolu) – ukraiński piłkarz pochodzenia ormiańskiego, grający na pozycji pomocnika.

## Kariera piłkarska

### Kariera klubowa
Wychowanek klubu Illicziweć Mariupol oraz Akademii Piłkarskiej Szachtar Donieck, barwy których bronił w juniorskich mistrzostwach Ukrainy (DJuFL). 14 marca 2015 roku debiutował w młodzieżowej drużynie Szachtara. W lutym 2017 został wypożyczony do Illicziwca Mariupol. Po wygaśnięciu kontraktu z Szachtarem w czerwcu 2017 podpisał kontrakt z FK Mariupol. 13 sierpnia 2018 opuścił mariupolski klub, a na początku 2019 został piłkarzem Arsenału Kijów. 10 lipca 2019 przeszedł do Alaszkertu Erywań. 3 lutego 2020 zasilił skład Czornomorca Odessa.

### Kariera reprezentacyjna
Występował w juniorskich reprezentacjach U-17 i U-19.

## Sukcesy i odznaczenia

### Sukcesy piłkarskie
Illicziweć Mariupol
- mistrz Ukraińskiej Pierwszej Ligi: 2016/17

Alaszkert Erywań
- finalista Superpucharu Armenii: 2019